# Луис Муриел
Луис Фернандо Муриел Фруто е колумбийски футболист, който играе като нападател за Орландо Сити.

## Клубна кариера
През януари 2008 г., Муриел подписва договор с Депортиво Кали и незабавно преминава в редиците на младежкия отбор. След една година прекарана там, е преместен в титулярния състав. През сезон 2009-10 Муриел отбелязва 9 гола в 10 мача от Колумбийското първенство.
През 2010 г., Удинезе подписва с 19-годишния Муриел след отличното му представяне в миналия сезон. На 22 юни 2010 г. е даден под наем в Гранада, който се състезава в Сегунда Дивисион, за да натрупа опит. Взима 7 участия през сезона без да отбележи гол.
След завръщането си в Удинезе, е взето решение Муриел да бъде отдаден под наем отново, този път в Лече за сезон 2011-12. Удинезе не иска да използва квотата си за Муриел, затова той пристига в Лече директно от Гранада.
През януари 2012 г. Муриел е продаден обратно на Удинезе, където се завръща през лятото. Подписва 5-годишен договор с Удинезе на 12 септември 2012 г.